# Unearthed Arcana
Unearthed Arcana (abbreviato UA) è il titolo condiviso da due libri cartonati pubblicati per diverse edizioni del gioco di ruolo fantasy Dungeons & Dragons. Entrambi sono stati concepiti come supplementi ai libri di regole base, contenenti materiale che espandeva altre regole.
L'originale Unearthed Arcana è stato scritto principalmente da Gary Gygax e pubblicato dalla casa editrice TSR nel 1985 per essere utilizzato con le regole della prima edizione di Advanced Dungeons & Dragons. Il libro consisteva per lo più di materiale precedentemente pubblicato su riviste, e includeva nuove razze, classi e altro materiale per espandere le regole della Guida del Dungeon Master e del Manuale del Giocatore. Il libro era noto per il suo considerevole numero di errori e fu accolto negativamente dalla stampa di gioco, che criticò, tra le altre cose, le razze e le classi troppo potenti. Gygax intendeva utilizzare il contenuto del libro per la prevista seconda edizione di Advanced Dungeons & Dragons; tuttavia, gran parte del contenuto del libro non fu riutilizzato nella seconda edizione, che fu sviluppata poco dopo la partenza di Gygax dalla TSR.
Un secondo libro intitolato Unearthed Arcana è stato prodotto da Wizards of the Coast per la terza edizione di Dungeons & Dragons nel 2004. I progettisti non hanno riprodotto il materiale del libro originale, ma hanno cercato di emularne lo scopo fornendo regole e opzioni varianti per modificare il gioco stesso.
Il titolo Unearthed Arcana è utilizzato anche per una rubrica regolare sul sito ufficiale di Dungeons & Dragons che presenta nuovi contenuti per il playtesting di Dungeons & Dragons quinta edizione.